# Gewone viervlekpriemkever
De gewone viervlekpriemkever (Bembidion tetracolum) is een keversoort uit de familie van de loopkevers (Carabidae). De wetenschappelijke naam van de soort werd in 1823 gepubliceerd door Thomas Say.